# Thomas Raynesford Lounsbury
Thomas Raynesford Lounsbury (* 1. Januar 1838 in Ovid, New York; † 9. April 1915 in New Haven, Connecticut) war ein US-amerikanischer Sprachwissenschaftler, Literat und Bibliothekar an der Yale University.
Lounsbury erwarb 1859 an der Yale University einen Bachelor. Anschließend arbeitete er für Appletons New American Cyclopaedia, bevor er im Amerikanischen Bürgerkrieg auf Seiten der Union im 126. New Yorker Regiment kämpfte. Nach seiner Entlassung aus dem Militärdienst 1865 arbeitete er zunächst an Lespinasse's French Institute in Washington Heights, anschließend als Hauslehrer.
1870 erhielt er eine Stelle als instructor für Englisch und für germanische Sprachen an der Yale University, 1871 erhielt er ebendort eine Professur für Englisch, die er bis zu seiner Emeritierung 1906 innehatte. Ab 1873 war er zusätzlich Leiter der wissenschaftlichen Bibliothek von Yale und von 1900 bis 1906 Mitglied des Aufsichtsrats der Universität.
Er galt als eine der führenden Autoritäten der Vereinigten Staaten für Englische Sprache und Englische Literatur. Insbesondere machte er sich um die Erforschung des Werks von Geoffrey Chaucer verdient. Er gab die gesammelten Werke von Charles Dudley Warner heraus und veröffentlichte mehrere Monografien über William Shakespeare und sein Werk. Er war Vertreter einer Vereinfachung der Rechtschreibung.
Lounsbury erhielt Ehrendoktorate der Yale University (1887), der Harvard University (1893), der University of Louisiana at Lafayette (1895), der Princeton University (1896) und der University of Aberdeen (1906). 1896 wurde er in die American Academy of Arts and Sciences und 1898 in die American Academy of Arts and Letters gewählt.
Seit 1871 war Lounsbury mit Jennie D. Folwell verheiratet, das Paar hatte einen Sohn. Thomas Lounsbury starb 1915 an einer Lungenentzündung.

## Schriften (Auswahl)
- History of the English language, 1879
- Life of James Fenimore Cooper, 1882
- Studies in Chaucer, drei Bände, 1892
- Shakespeare as a dramatic artist, with an account of his reputation at various periods, 1901
- Shakespeare and Voltaire, 1902
- The standard of pronunciation in English, 1904
- The Text of Shakespeare
- The first editors of Shakespeare (Pope and Theobald), 1906
- The standard of usage in English, 1908
- The problems before us, 1908
- English spelling and spelling reform, 1909
- The early literary career of Robert Browning, 1911
- Yale book of American verse, 1912
- The life and times of Tennyson, from 1809 to 1850, 1915